# 灞桥站
灞桥站是陇海铁路和西康铁路上的一个铁路车站，位于陕西省西安市灞桥区，建于1934年，目前为三等铁路车站，邮政编码为710038。目前办理货运零担货物发到，2023年4月1日起不办理客运业务。
车站共有7条股道（含4条正线），车站东咽喉为陇海上下行线及西康上下行线，并预留分岔西延高速铁路和武西高速铁路的联络线的线路所；西端咽喉采用陇海线外包三四线布置。

## 历史
灞桥站为陇海铁路的站点之一。1906年起，整条线路先后进行了3次勘测；1931年4月，陇海铁路管理局成立潼西工程局，负责潼关至西安一段的勘测、设计和施工。同年5月，潼西工程局完成这一段铁路的复测；9月，包括该站在内的设计文件完成。工程包商承担后，灞桥站由渭南至西安段施工队于1934年12月建成，并在1935年元旦举行通车典礼。
1978至1979年，灞桥站为适应铁路新线延伸造成的陇海线车流量明显增加趋势进行技术改造。
1990年，灞桥站变为乘降所，共有2座站台，车站总长621米，占地面积已达5883平方米。1996年，西康铁路开工建设；2001年10月，该线路建成通车并经行此站。2021年10月陇海线提速后，该站仅停靠员工通勤用列车。

## 接驳交通
| 灞桥火车站 | 灞桥火车站         | 灞桥火车站 | 灞桥火车站   | 灞桥火车站           |
| 编号       | 路线               | 路线       | 路线         | 备注                 |
| ---------- | ------------------ | ---------- | ------------ | -------------------- |
| 230        | 林和春天公交调度站 | ⇆          | 井上村地铁站 | 合并原 175（第一代） |
| 233        | 纺织城枢纽站       | ⇆          | 水流         | 原 33（第一代）      |
| 243        | 西核所             | ⇆          | 火车站北     | 原 213（第一代）     |
| 301        | 长乐路万寿路口     | ⇆          | 灞桥停车场   | 原 东西郊直达线      |